# Real Academia Sueca de Letras, Historia y Antigüedades

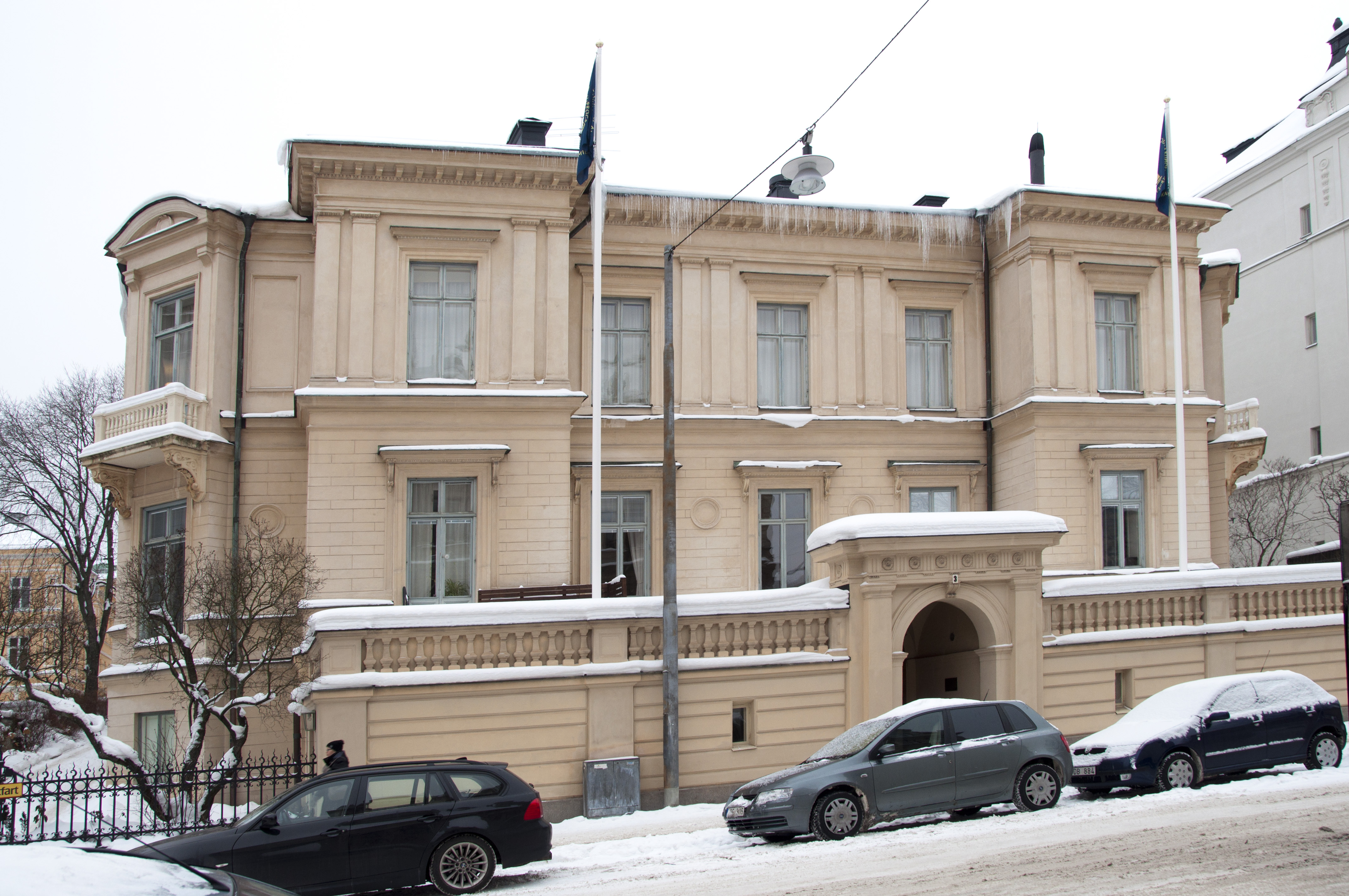
Casa Rettigska, en Estocolmo.

La Real Academia Sueca de Letras, Historia y Antigüedades también llamada simplemente la Real Academia de Letras o Vitterhetsakademin abreviada KVHAA (en sueco: Kungl. Vitterhetsakademien Historie och Antikvitets Akademien o Kungliga Vitterhets Historie och Antikvitets Akademien o Vitterhetsakademien) es la academia real sueca para las humanidades. Sus muchas publicaciones incluyen la revista arqueológica e histórico-artística Fornvännen, publicada desde 1906.

## Historia
Ahora ubicada en la casa Rettigska en Estocolmo, la Academia tuvo sus orígenes a principios de los 1700 en Uppsala. Fue fundada en 1753 por la Reina Louisa Ulrica, Reina de Suecia y madre del Rey Gustav III y originalmente dedicada a la literatura. En 1786, cuando se fundó la Academia Sueca, fue reconstituida bajo su nombre actual con nuevos objetivos, principalmente dedicados a la preservación histórica y anticuaria. Esto incluyó una estrecha cooperación con la Junta Nacional del Patrimonio Sueco (sueco: "Riksantikvarieämbetet") cuyo director era, ex officio, el secretario de la Academia.

## Objetivos
El propósito de la Academia es "promover la investigación y otras actividades en las disciplinas de humanidades, estudios religiosos, jurisprudencia y ciencias sociales y patrimonio cultural". Esto se hace principalmente a través del apoyo financiero y mediante publicaciones vibrantes. Entre los escritos de la academia se encuentra Fornvännen. Las responsabilidades de la Academia han crecido para abarcar toda la actividad del campo de las humanidades en un sentido amplio, incluyendo religión, derecho y estudios sociales. A solicitud del gobierno o autoridad pública, o por iniciativa propia, la Academia emite opiniones sobre asuntos que afectan su actividad.

## Propiedades del patrimonio cultural
La Academia posee y opera el Castillo Stjernsund en Närke, el Castillo Skånelaholm en Uppland, la aldea Stensjö en Småland y la aldea Borg en la isla de Öland. La biblioteca de Vitterhetsakademi está incluida en la Junta Nacional del Patrimonio Sueco y opera bibliotecas científicas de interés especial público. Está abierta al público.

## Organización
La Academia está compuesta por hasta 30 miembros ejecutivos en cada clase histórica, antiquaria, filosófica, filológica y hasta diez miembros honorarios. Los "miembros correspondientes" suecos y extranjeros no tienen límite en número. Cuando un miembro activo cumple 70 años, puede elegir un nuevo miembro, mientras que los de 70 años permanecen en la Academia como eméritos o eméritas. Por lo tanto, la Academia tiene actualmente alrededor de 130 miembros.

## Premios
Diploma, premios, medallas y galardones distribuidos por la Academia en una reunión formal que tiene lugar anualmente el 20 de marzo. La Academia otorga varios premios como el premio Gad Rausing por destacada investigación humanística, el premio Swenson de Ann-Kersti y Carl-Hakon Swenson y el premio Rettigska. La Academia también otorga varias medallas como la Medalla Gustaf Adolf con el consentimiento del Rey, la Medalla de Mérito de la Academia en oro, ficha de la Academia en oro, medalla anticuaria y medallas de inscripciones en plata.

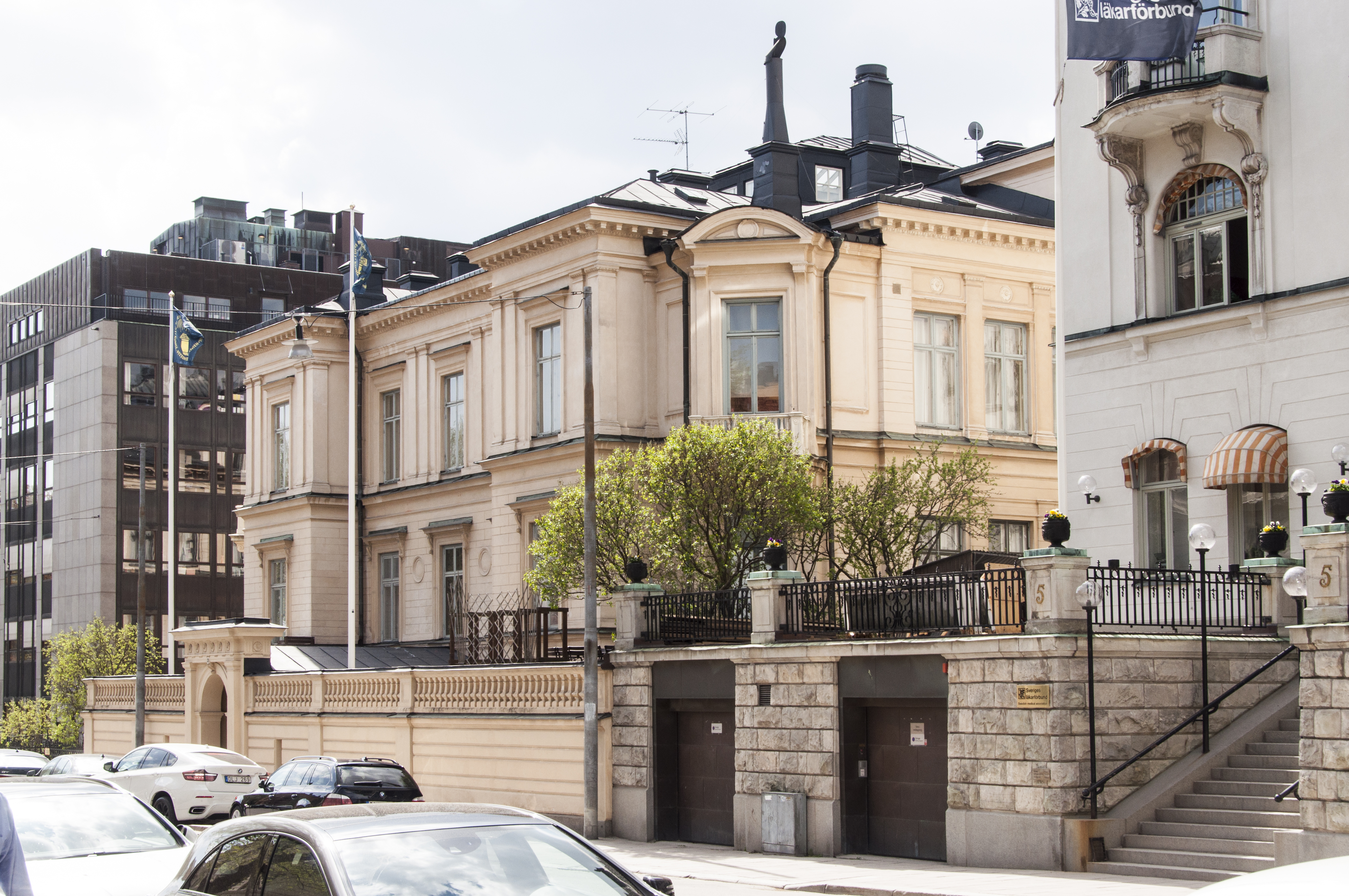
Propiedad de la Academia, Rettigska huset, en Villagatan 3 en Estocolmo
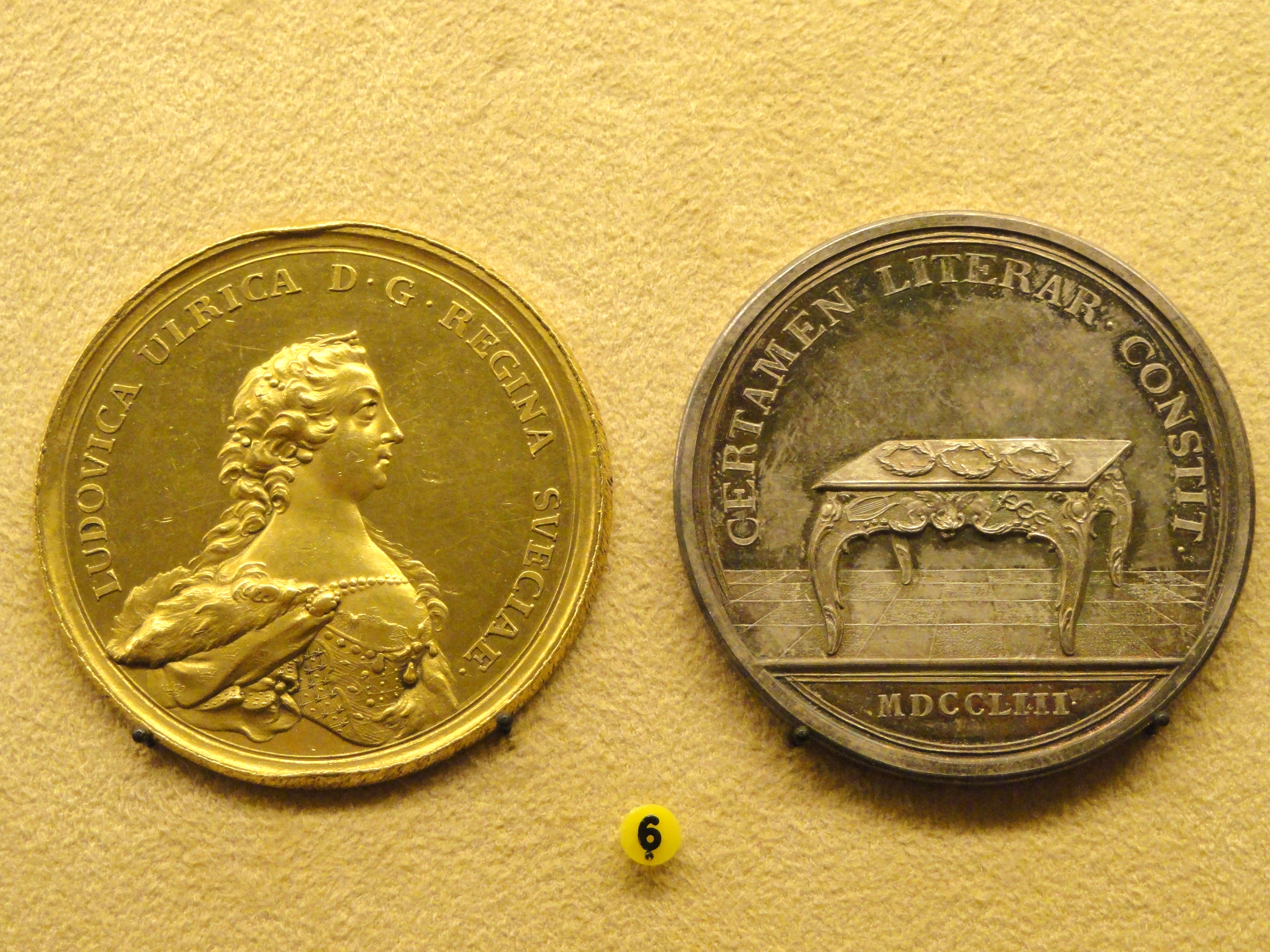
Medalla conmemorativa de la fundación de la academia en 1753
Medalla de plata con Gustav III y Lovisa Ulrika